# Kepulauan Yapen
Kepulauan Yapen ist ein indonesischer Regierungsbezirk (Kabupaten) in der indonesischen Provinz Papua. Stand 2020 leben hier circa 113.000 Menschen. Der Regierungssitz des Kabupaten Kepulauan Yapen ist Serui.

## Geographie
| Distrikt Distrik | Dörfer Kampung/ Kelurahan | Fläche [km²] | Einwohner 2020 | Bevölkerungs- dichte |
| ---------------- | ------------------------- | ------------ | -------------- | -------------------- |
| Angkaisera       | 11                        | 146          | 7.377          | 50                   |
| Anotaurei        | 8                         | 84           | 16.632         | 197                  |
| Kepulauan Ambai  | 18                        | 27           | 4.207          | 153                  |
| Kosiwo           | 15                        | 308          | 5.366          | 17                   |
| Poom             | 8                         | 147          | 3.396          | 23                   |
| Pulau Kurudu     | 8                         | 21           | 1.577          | 72                   |
| Pulau Yerui      | 5                         | 91           | 893            | 10                   |
| Raimbawi         | 7                         | 185          | 1.567          | 8                    |
| Teluk Ampimoi    | 11                        | 902          | 3.355          | 25                   |
| Windesi          | 9                         |              | 2.529          |                      |
| Wonawa           | 10                        | 111          | 3.236          | 29                   |
| Yapen Barat      | 17                        | 214          | 9.633          | 45                   |
| Yapen Selatan    | 13                        | 6            | 40.248         | 6.644                |
| Yapen Timur      | 11                        | 130          | 6.607          | 51                   |
| Yapen Utara      | 7                         | 418          | 2.968          | 7                    |
| Yawakukat        | 7                         | 50           | 3.508          | 70                   |

Der Regierungsbezirk besteht aus der Insel Yapen und deren vorgelagerten kleinen Inseln sowie der Insel Num im Westen und der Insel Kurudu im Osten. Administrativ unterteilt sich Kepulauan Yapen in 16 Distrikte (Distrik) mit 160 Dörfern (Kampung) und fünf Kelurahan.

## Einwohner
2020 lebten in Kepulauan Yapen 113.099 Menschen. Die Bevölkerungsdichte beträgt 55 Personen pro Quadratkilometer. 81,3 Prozent der Einwohner sind Protestanten, 17,4 Prozent Muslime und 1,2 Prozent Katholiken.